# Lever
 For alternative betydninger, se Lever (flertydig). (Se også artikler, som begynder med Lever)
Leveren er et livsnødvendigt organ, der blandt andet behandler kroppens affaldsstoffer.
Leveren er i stand til at ændre stoffer, fx gøre dem mere vandopløselige, så de lettere udskilles i nyrerne.
Med disse kvaliteter er organet samtidig en altafgørende komponent for fordøjelsessystemet. Heriblandt oplagring af glykogen. Levercellerne optager glukose, så glykogenlagrene fyldes, og der dannes fedt til eksport til fedtvævet.
Desuden kan leveren omdanne stoffer og udskille dem gennem galden til tarmen.
Hepatitis er en betændelsestilstand i leveren der oftest skyldes et hepatitis virus. Der kendes flere typer af virusset, hvor de mest almindelig er hepatitis A, B, C, D og E. Hepatitis kan også skyldes andre ting, som f.eks. alkoholmisbrug eller medicinforgiftning.

## Struktur
Makroskopisk er leveren, hos mennesker, inddelt i to lapper, en højre og en venstre, der adskilles af ligamentum falciforme. Den har i et levende menneske den omtrentlige størrelse 15x16x17 cm, men antager en størrelse på ca. 8x16x24 cm efter præparation med formalin. Den er beliggende i højre del af abdomen umiddelbart under mellemgulvet. Vægten er på omkring 2% af legemsvægten, så omkring 1,5 kg i gennemsnit.
Leverens konsistens kan bedst beskrives som blød og skrøbelig. Den revner og flækker let, og er meget sårbar som udgangspunkt.
Leveren modtager blod på en særlig måde, via et portåresystem, dvs. leveren modtager venøst blod fra mavesækken, tyndtarmen, det meste af tyktarmen, milten, og bugspytkirtlen. Leveren modtager derfor en blanding af venøst (afiltet) blod gennem vena portae hepatis og arterielt (iltet) blod fra arteria hepatica propria.
Mikroskopisk inddeles leveren i lobuli, der efter klassisk inddeling har form af sekskantede cylindere adskilt fra hinanden af bindevæv, hvor de glissonske triader befindes. Efter nyere inddeling består en leverlobulus af de område der forsynes af en terminal forgrening af arterie og vene. Begge inddelinger er baseret på karakteristiske patologiske forandringer ved forskellige leversygdomme. Fra periferien af de klassiske lobuli løber blodet igennem grænsepladen og ind i leversinusoiderne, hvorfra der er stor permeabilitet ud til levercellerne, der er arrangerede i celleplader orienteret ind mod midten af lobulus. I midten af hver lobulus findes en såkaldt centralvene, der modtagere blodet fra sinusiodernes ender i de større levervener (vv. hepaticae).
Levercellerne danner galde, der dannes i små kanaler mellem to celler og efter at have passeret grænsepladen løber i stadig større galdekar som en del af de Glissonske triader til ductus hepaticus

### Makroskopisk struktur

#### Overflader
Udvendigt er leveren opdelt i to flader, en fascies diaphragmatica, som vender opad og fremad imod mellemgulvet, samt en fascies visceralis som vender nedad og bagud mod de øvrige underlivsorganer.
Fascies diaphragmatica er dækket næsten fuldstændigt af peritoneum, hvor den ene undtagelse, area nuda, er sammensmeltet med mellemgulvet. Overfladen er desuden meget regelmæssig, udover skilningen imellem leverens to lapper dannet af ligamentum falciforme hepatis, samt en fordybning dannet af vena cava inferior: sulcus vena cava inferior.
Fascies visceralis er uregelmæssig, men er fuldstændigt dækket af peritoneum, modsat fascies diaphragmatica. Der dannes en række fissurer på denne fascie, hvoraf den dybeste er porta hepatis, som dannes nærmest som indgang til vena portae hepatis, arteria cystica, samt ramus dexter og sinister fra arteria hepatica propria. Desuden dannes der også en fissura ligamentum venosi af ligamentum venosi, en fissura ligamentum teretis af ligamentum teretis og en fossa vesica biliaris, af galdeblæren.

#### Lapper
Helt overordnet skilles leveren i to lapper, en venstre og en højre, hvoraf den højre er betydeligt større (udgørende næsten 80 % af leverens volumen i det voksne menneske). Der findes derudover på fascies visceralis også en yderligere inddeling af lobus quadratus og lobus caudatus.
Lobus caudatus er afgrænset på undersiden af leveren af sulcus vena cavae til højre, ligamentum venosi til venstre og porta hepatis posteriort. Den snor sig nærmest rundt om venstre side af vena cavae.
Lobus quadratus findes på den anden side af porta hepatis, og er afgrænset af porta hepatis anteriort, fossa vesica biliaris til højre og fissura ligamentum teretis til venstre.

#### Impressioner
Leveren er stor og blød, og ligger i tæt relation til en række andre strukturer i kroppen. Disse laver impressioner, ligesom fodaftryk, på leveren. Disse findes hovedsageligt på fascies visceralis, da denne har relation til flest forskellige organer.
- Øsofagus danner impressio oesophageale lige til venstre for ligamentum venosum posteriort på venstre leverlap.
- Mavesækken danner impressio gastrica på hele den laterale underside af venstre leverlap.
- Tolvfingertarmen danner impressio duodenalis henover lobus quadratus og lige til højre for fossa vesica biliaris hovedsageligt på undersiden af højre leverlap.
- Tyktarmen danner impressio colica på den nederste anteriore del af højre leverlap.
- Højre nyre danner impressio renalis midt på undersiden af højre leverlap.
- Højre binyre danner impressio suprarenalis lige til højre for sulcus vena cava inferior.
- Hjertet danner impressio cardiaci på den øverste del af fascies diaphragmatica.

#### Peritoneum
Leveren har et tæt forhold til peritoneum, og er fuldt beklædt af denne udover på oversiden, hvor den er fastbundet til mellemgulvet. Det ikke-beklædte område benævnes area nuda (nøgne område).
Der laves en række periotenealfolder i forbindelse med leveren:
- Ligamentum falciforme hepatis, som dannes af to folder af peritoneum og som skiller leveren i venstre og højre lap superficielt.
- Ligamentum teres hepatis som er en rest af vena umbilicalis tilbagedannet inden fødsel. Denne er tilhæftet nedre frie rand af lig. Falciforme indtil den løber sammen med nedenstående.
- Ligamentum venosum som er en rest af ductus venosus, også tilbagedannet inden fødsel. Denne er dækket af omentum minor.

På over og bagsiden af leveren skiller lig. Falciformes to peritoneum folder sig fra hinanden og bliver til den øvre halvdel af den cirkulære ligamentum coronarium hepatis som forenes med peritonealfolder fra omentum minor. Overgangen mellem disse to sker i form af de to ligamentum tirangulare, sinistrum og dextrum.

## Leverens funktion
Leveren har mange forskellige funktioner, som primært beskæftiger sig med kemisk omdannelse og udskillelse.

### Oplagring af blod
Leveren har et stort netværk af vener og indeholder normalt omkring 450 ml blod. Når der er et overskud af blod i kroppen, kan blodkarrene i leveren udvide sig og leveren kan på den måde komme til at indeholde ½-1 liter mere blod.

### Filtrering af blod
Leveren modtager, via vena portae, blod fra mave-tarm kanalen. Bakterier og andre mikroorganismer kan trænge igennem tarm væggen og kommer derved over i blodet. For at disse mikroorganismer ikke skal blive spredt rundt i kroppen skal de filtreres fra i leveren.
I leverens vener findes der en type immunceller, som kaldes Kupfferceller. Kupffercellerne er makrophager (makro stor, phag at spise), hvilket betyder at deres opgave er, at opfange fremmede celler og ødelægge dem. Når en fremmet celle kommer i kontakt med en kupffercelle kan, via molekyler på cellens overflade, se om den hører til i kroppen. Hvis kupffercellen finder en fremmet celle, opsluger og fordøjer den cellen.

### Dannelse af galde
Galde er en gullig-grøn væske, som dannes i leverens parenkymceller (hepatocytterne) og udskilles til tolvfingertarmen. Galde har betydning for fordøjelsen og optagelsen af fedt i kosten.

### Omdannelse af kulhydrater, fedt, proteiner, hormoner og fremmede stoffer
De fleste celler i kroppen har kun en begrænset evne til at omsætte kemiske stoffer. De vil derfor være afhængige af nogle bestemte stoffer for at få energi, fx glukose, ketonstoffer eller triglycerider. Men leverens celler har en helt særlig evne til at omdanne kemiske stoffer, bl.a. fordi de indeholder en meget bredere vifte af enzymer end de andre celler i kroppen.

#### Omdannelse af kulhydrater
leveren er vigtig for at omdanne sukkerstoffer fra maden til glukose, som kroppens øvrige celler kan omsætte til energi. Dertil er leveren vigtig for at holde blodsukkeret stabilt.
1. Overskydende glukose optages af levercellerne og omdannes til glykogen. Glykogen fungerer som et lager for sukker, som hurtigt kan omdannes til glukose igen, når blodsukkeret falder.
2. Galaktose og fruktose omdannes til glukose
3. Leveren kan omdanne fedt eller aminosyrer til glukose, hvilket kaldes glykoneogenese
4. Sukkerstoffer kan omdannes til andre stoffer, som bl.a. bruges i dannelsen af en række celledele og hormoner.

#### Omdannelse af fedt
1. Komplekse fedtstoffer omdannes til mere simple, som kroppens celler kan omsætte til energi
2. Dannelse af kolesterol, fosfolipider og lipoproteiner
3. Dannelse af fedt fra proteiner og kulhydrater.

#### Omdannelse af proteiner og aminosyrer
1. Deaminering af aminosyrer
2. Dannelse af carbamid for af fjerne ammoniak fra kroppen
3. Dannelse af plasmaproteiner, bl.a. Albumin
4. Transaminering af visse aminosyrer
5. Dannelse af forskellige peptid og proteinstoffer

#### Lagring af vitaminer og mineraler
Leveren fungerer som lager for vitamin A, D og B12 (cobalamin), samt kobber og jern (som ferritin)

### Dannelse af plasmaproteiner og koagulationsfaktorer
Leveren laver en række af proteiner og peptider, hvor de vigtigste er plasmaproteiner og koagulationsfaktorer.
Plasmaproteiner er proteiner, der findes i blodet, bl.a. albumin. Deres funktioner er bl.a. at transportere stoffer i blodet der ikke er vandopløselige og holde væske i blodbanen ved hjælp af osmose.
Koagulationsfaktorer er proteiner, der indgår i størkningen af blodet. De fleste laves i leveren: faktor I, II, V, VII, IX, X og XI, samt protein S, protein C og antitrombin.